# پتاسیم پرمنگنات
پتاسیم پرمنگنات یک ترکیب معدنی با فرمول شیمیایی KMnO۴ است. نمک آن از یونهای K+ و MnO۴- تشکیل شده است. سابقاً به آن پرمنگنات و پتاش هم می‌گفتند. پرمنگنات یک مادهٔ اکسندهٔ بسیار قوی است. در آب محلول است و محلولی به رنگ ارغوانی تولید می‌کند که از تبخیر آن بلورهای منشوری و درخشان به رنگ ارغوانی بسیار تیره (مایل به سیاه) بر جای می‌ماند. در این ترکیب منگنز با عدد اکسایش ۷+ حضور دارد.

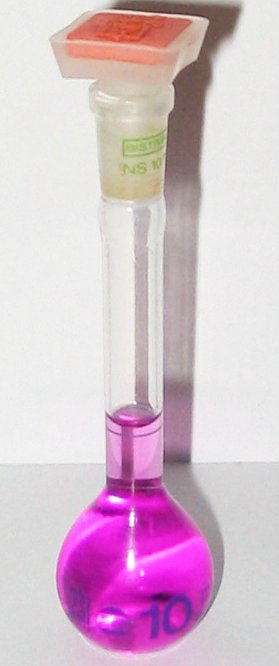
محلولی از پتاسیم پرمنگنات در آب درون بالن حجمی

## ساختار و تهیه
از بلورهایی به شکل اورتورومبیک تشکیل شده که در آن a=۹۱۰٫۵pm و b=۵۷۲٫۰pm و c=۷۴۲٫۵pm است. (a و b و c به ترتیب طول، عرض و ارتفاع دستگاه بلوری اورتورومبیک است)
همچنین طول پیوند Mn-O در این پیوند برابر ۱۶۲٫۹pm است.
تهیهٔ صنعتی پتاسیم پرمنگنات از منگنز دی‌اکسید است، که خود از سنگ معدن پیرولوسیت به دست می‌آید. در این روش MnO۲ به دست آمده از پیرولوسیت با پتاسیم هیدروکسید مخلوط شده و در هوا یا در مجاورت پتاسیم نیترات (یک منبع اکسیژن) حرارت داده می‌شود. در این فرایند پتاسیم منگنات (K۲MnO۴) به دست می‌آید که در اکسایش الکترولیتی (الکترولیز) در محلول بازی به پتاسیم پر منگنات تبدیل می‌شود.
| 2 MnO2 + 4 KOH + O2 → 2 K2MnO4 + 2 H2O |
| 2 MnO42– + Cl2 → 2 MnO4– + 2 Cl–       |

همچنین پرمنگنات را می‌توان از اثر دادن سرب دی‌اکسید (PbO۲) یا سدیم بیسموتات (NaBiO۳) بر محلول +Mn۲ نیز به دست آورد. از رنگ بنفش روشن حاصل از این واکنش برای تست حضور یا عدم حضور منگنز نیز استفاده می‌شود.

## کاربردها
بسیاری از کاربردهای پتاسیم پرمنگنات به‌خاطر خواص اکسیدکنندگی آن است، از اینکه یک اکسیدکنندهٔ قوی است و اینکه در این فرایندها محصول فرعی سمی تولید نمی‌کند. از کاربردهای پرمنگنات پتاسیم می‌توان به جذب اتیلن اشاره نمود که در پس از برداشت محصولات کشاورزی جهت افزایش عمر انبار مانی می‌توان اشاره نمود.
بررسی‌ها نشان می‌دهد که گاز اتن در اثر واکنش با محلول آبی و رقیق پتاسیم پرمنگنات در شرایط مناسب به اتیلن گلیکول
تبدیل می‌شود و این اتیلن گلیکول در اثر سنتز با ترفتالیک اسید به پلیمری به نام پلی اتیلن ترفتالات (PET)تبدیل می‌شود که برای نگهداری و بسته‌بندی آب آشامیدنی استفاده می‌شود و در واقع پلیمر مورد نیاز برای ساخت بطری آب است.

### صنایع سینمایی و تلویزیونی
در صنایع سینمایی و تلویزیونی، پتاسیم پرمنگنات یکی از مواد شیمیایی اصلی برای کهنه کردن مجموعهٔ لباس‌ها و غیره می‌باشد. خاصیت اکسیدکنندگی پرمنگنات باعث می‌شود که پارچه‌ها، طناب‌ها، چوب‌ها و شیشه‌ها بیش از ۱۰۰ سال قدیمی تر از آنچه هستند به نظر بیایند.
از این روش در تهیهٔ فیلم‌هایی همچون «تروی» و «ایندیانا جونز» استفاده شده است.

### تصفیهٔ آب و ضدعفونی
به عنوان یک اکسیدکننده، پتاسیم پرمنگنات می‌تواند به عنوان یک ضدعفونی‌کننده به کار رود.
برای مثال محلول رقیق پرمنگنات برای درمان برخی زخم‌ها مانند عفونت قارچی پا استفاده می‌شود.
کاربرد دیگر آن حذف آهن و هیدروژن سولفید (مادهٔ حاصل بوی بد تخم مرغ فاسد شده) و حذف فسفر آب آشامیدنی‌است.
و هم چنین برای به رنگ درآوردن پارچه و رنگ کردن تخم مرغ و کارهای تزئینی به کار می‌رود.

### کاربردهای زیست پزشکی
همان‌طور که از KMnO۴ برای ضدعفونی کردن آب استفاده می‌شود، این نمک به‌طور تخصصی به عنوان ضدعفونی‌کننده برای درمان برخی بیماری‌های انسان و حیوان نیز استفاده می‌شود. در بافت‌شناسی از آن برای سفید کردن ملانین استفاده می‌شود تا جزئیات بافت تیره رنگ ملانین آشکار شود. از پتاسیم پر منگنات می‌توان برای متفاوت کردن آمیلوئیدAA از دیگر آمیلوئیدها هم استفاده کرد. (آمیلوئیدها نوعی از پروتئین‌ها هستند که در صورت تجمع بی‌جا باعث بیماری آمیلوئیدوز می‌شوند، برای اطلاعات بیشتر واژهٔ Amyloid را در ویکی‌پدیای انگلیسی ببینید) پتاسیم پرمنگنات باعث می‌شود که آمیلوئیدAA به وسیلهٔ رنگ سرخ کنگو (congo red) رنگ آمیزی نشود، این در حالی است که دیگر آمیلوئیدها به وسیلهٔ سرخ کنگو رنگ می‌شوند. در یک بازهٔ زمانی از پتاسیم پرمنگنات برای درمان سوزاک استفاده شد و همچنین از آن هنوز در درمان برفک استفاده می‌شود.

### سنتزهای شیمی آلی
مهم‌ترین و بزرگ‌ترین کاربردهای پتاسیم پرمنگنات، استفاده از آن به عنوان واکنشگر در سنتز برخی مواد آلی بروش اکسایش است؛ مثلاً ترکیباتی بنزوآلکیل به اسیدها اکسید می‌شوند.
همچنین به‌وسیله پرمنگنات آلکنها را به گلیکول‌ها تبدیل می‌کنند.

### تصفیه پساب‌های صنعتی
به‌دلیل خاصیت اکسیدکنندگی قوی، در تصفیه پساب‌های صنعتی کاربرد دارد.

### عیارسنجی در شیمی تجزیه
یکی از روش‌های مرسوم در تعیین غلظت مواد در صنعت عیارسنجی یا تیتراسیون است. عیارسنجی‌ها خود بر چند قسم چون پیچیده سنجی و اکسایش - کاهش هست. در عیارسنجی‌های اکسایش - کاهش یکی از معرف‌های پرکاربرد پرمنگنات است که به‌دلیل رنگ بنفش خود، نیاز به شناساگر هم ندارد. از این ترکیب برای عیارسنجی ترکیب‌هایی چون آب اکسیژنه و آهن (II) استفاده می‌شود.

## خطرات
این ماده با گلیسرین واکنش شدیدی می‌دهد، هیچگاه این دو ماده را کنار هم انبار نکرده و روی یک دیگر نریزید،
همچنین پتاسیم پرمنگنات به عنوان یک اکسید کننده خطراتی دارد
تماس پوست با این ماده باعث لکه‌های قهوه‌ای طولانی مدت می‌شود